# Acanthophiobolus
Acanthophiobolus — рід грибів родини Tubeufiaceae. Назва вперше опублікована 1893 року.